# Vizcondado de Iznájar
El vizcondado de Iznájar es un título nobiliario español creado por Enrique IV el 23 de octubre de 1466, para los hijos primogénitos de los condes de Cabra, a favor de Diego Fernández de Córdoba y Montemayor, I conde de Cabra, III señor de las villas de Baena, Rute, Zambra, Iznájar, Doña Mencía y Bernedo, mariscal de Castilla, alguacil mayor y alcaide de los Alcázares de Córdoba y de Alcalá la Real. 
El título fue rehabilitado por Alfonso XIII en 1915, por Fernando Osorio de Moscoso y López, XVIII vizconde de Iznájar.

## Denominación
Su nombre se refiere al municipio andaluz de Iznájar, en la provincia de Córdoba.

## Vizcondes de Iznájar
- Diego Fernández de Córdoba y Montemayor (m. 16 de agosto de 1481), I vizconde de Iznájar, I conde de Cabra, grande de España,[2] ricohombre de Castilla, III señor de Baena, señor de Rute, Zambra y Doña Mencía, mariscal de Castilla, alférez y alguacil mayor de Córdoba, alcaide de sus Reales Alcazares y capitán general de la frontera de Granada.[1]

Casó en primeras nupcias en 1435 con su prima segunda, María Carrillo y Venegas y en segundas con Mencía Ramírez de Aguilera y Valenzuela. Le sucedió su hijo del primer matrimonio:
- Diego Fernández de Córdoba y Carrillo (1438-5 de octubre de 1487), II vizconde de Iznajar,[3] II conde de Cabra, grande de España,[2] IV señor de Baena, señor de Rute, Zambra y Doña Mencía, mariscal de Castilla, consejero de Enrique IV de Castilla y de los Reyes Católicos, alguacil mayor de Córdoba[2] y vencedor de Boabdil, último rey nazarí de Granada.[3]

Casó María Hurtado de Mendoza y Luna. Le sucedió su hijo:
- Diego Fernández de Córdoba y Mendoza (m. 11 de agosto de 1525), III vizconde de Iznájar,[4] III conde de Cabra, grande de España,[2]  V señor de Baena, señor de Rute, Zambra, Doña Mencía y Albendín, alcayde mayor de Alcalá la Real, virrey y gobernador de la Monarquía de Castilla.[4]

Casó en primeras nupcias alrededor de 1468 con Beatriz Enríquez de Velasco. Contrajo un segundo matrimonio con Francisca de Zúñiga de la Cerda.  Le sucedió su hijo del segundo matrimonio
- Luis Fernández de Córdoba y Zúñiga (m. Roma, 17 de agosto de 1526), IV vizconde de Iznájar,[5] IV conde de Cabra, grande de España,[2] VI señor de Baena y embajador en Roma.[5]

Casó, el 18 de marzo de 1518, con Elvira Fernández de Córdoba y Manrique, II duquesa de Sessa, grande de España. Le sucedió su hijo:
- Gonzalo Fernández de Córdoba y Fernández de Córdoba (Cartagena, 27 de julio de 1520-Villaviciosa de Odón, 3 de diciembre de 1578),  V vizconde de Iznájar, V conde de Cabra y III duque de Sessa,[6][7] dos veces grande de España.

Casó el 30 de noviembre de 1538 con Mariana Sarmiento de Mendoza.  Sin descendencia, le sucedió su hermana:
- Francisca Fernández de Córdoba y Fernández de Córdoba (Nápoles, 10 de agosto de 1521-Baena, 9 de junio de 1597), VI vizcondesa de Iznajar,[5] VI condesa de Cabra,[7] IV duquesa de Sessa,[6] y II duquesa de Baena,[8] tres veces grande de España.[7]

Casó, en 1542, con Alonso de Zúñiga y Sotomayor, marqués de Gibraleón. Sin descendencia. le sucedió su sobrino, hijo de Fernando Folch de Cardona y Requesens, II conde de Oliveto, II duque de Soma, III conde de Palamós, III conde de Trivento, III conde de Avelino, XIII barón de Bellpuig, III barón de Calonge, IV barón de Liñola, barón de Uxafavá y gran almirante de Nápoles, y de su esposa, Beatriz Fernández de Córdoba, hermana de la VI condesa de Cabra.
- Antonio Fernández de Córdoba y Folch de Cardona Anglesola y Requesens (Bellpuig, 3 de diciembre de 1550-Valladolid, 6 de enero de 1606),[11] VII vizconde de Iznájar, VII conde de Cabra,[7] III duque de Baena,[8] V duque de Sessa,[6] IV duque de Soma,[10] cuatro veces grande de España, V conde de Avelino, IV conde de Oliveto,[5] VI conde de Palamós, conde de Trivento, XV barón de Bellpuig, V barón de Calonge, VI barón de Liñola y barón de Uxafavá.[5] Fue consejero de Estado y de Guerra, gran almirante de Nápoles, señor de Villa Mencía, Rute y Zambra y comendador de la Orden de Calatrava en Sevilla y Niebla.[11]

Casó el 19 de junio de 1578 con su prima segunda, Juana de Aragón y Cardona, hija de Diego Fernández de Córdoba, III marqués de Comares, y de Juana de Aragón Folch de Cardona, IV duquesa de Segorbe, IV duquesa de Cardona, condesa de Ampurias, condesa de Prades, marquesa de Pallars. Sucedió su hijo:
- Luis Fernández de Córdoba Folch de Cardona Aragón y Requesens (1582-14 de noviembre de 1642), VIII vizconde de Iznájar,[12] VIII conde de Cabra[7] IV duque de Baena,[8] VI duque de Sessa,[6] V duque de Soma,[10] cuatro veces grande de España, VI conde de Avelino,[12] V conde de Oliveto,[12]  VII conde de Palamós,[12] VI conde de Trivento, XVI barón de Bellpuig, VI barón de Calonge y VII barón de Liñola.[12]

Casó en primeras nupcias, el 24 de marzo de 1599, con Mariana de Rojas (m. 1630), IV marquesa de Poza. Contrajo un segundo matrimonio, en 1637, siendo su cuarto marido, con Francisca Portocarrero, VI marquesa de Villanueva del Fresno. Sin descendientes de este matrimonio. Le sucedió, de su primer matrimonio, su hijo:
- Antonio Francisco Fernández de Córdoba Folch de Cardona Anglesola Aragón y Requesens (1600-20 de enero de 1659), IX vizconde de Iznájar,[13] IX conde de Cabra,[7] VII duque de Sessa,[6] VI duque de Soma,[10] V duque de Baena,[8] V marqués de Poza,[13] VI conde de Oliveto,[13] VIII conde de Palamós, XVII barón de Bellpuig, VIII barón de Liñola, VII barón de Calonge,[13] gran almirante de Nápoles, y caballero de la Orden de Santiago.[13]

Casó, en 1619, con Teresa Pimentel y Ponce de León, hija de Antonio Alonso Pimentel y Quiñones, IX conde-duque de Benavente, conde de Luna, etc. y de María Ponce de León de la casa ducal de Arcos. Le sucedió su hijo:
- Luis Fernández de Córdoba y Alonso Pimentel, X vizconde de Iznájar.[13]

Falleció antes que su padre, sin  descendencia. Sucedió su hermano:
- Francisco Fernández de Córdoba y Pimentel (1626-1688), XI vizconde de Iznájar,[13] X conde de Cabra,[7] VI duque de Baena,[8]  VIII duque de Sessa,[6] VII duque de Soma,[10] cuatro veces grande de España, VIII conde de Avelino, VII conde de Oliveto,[13] IX conde de Palamós,[13] VIII conde de Trivento, XVIII barón de Bellpuig, VIII barón de Calonge, IX barón de Liñola,[13] caballerizo mayor del rey Carlos II, gentilhombre de cámara y presidente del Consejo de las Órdenes.[13]

Casó en primeras nupcias, el 3 de diciembre de 1641, con Isabel Fernández de Córdoba y Figueroa, hija de Alfonso Fernández de Córdoba y Figueroa, V duque de Feria, V marqués de Priego, etc. y de Juana Enríquez de Ribera, hija de los marqueses de Tarifa. Casó en segundas nupcias con Mencía Dávalos, matrimonio que fue anulado. Casó en terceras nupcias en 1660 con Ana María Pimentel de Córdoba y Enríquez de Guzmán, VI marquesa de Távara, II condesa de Villada. Contrajo un cuarto matrimonio el 11 de diciembre de 1683 con María Andrea de Guzmán y Zúñiga, hija de Manuel Luis de Guzmán y Manrique de Zúñiga, IV marqués de Villamanrique y marqués de Ayamonte, y de Ana Dávila y Osorio, XI marquesa de Astorga. Le sucedió, de su primer matrimonio, su hijo:
- Antonio María de Córdoba Cardona y Córdoba, XII vizconde de Iznájar.[13]

Falleció antes que su padre. Le sucedió su hermano:
- Alonso María de Córdoba Cardona y Córdoba, XIII vizconde de Iznájar y X conde de Palamós.[13]

Falleció en la infancia. Sucedió su hermano:
- Francisco Fernández de Córdoba-Folch de Cardona y Córdoba (1647-1685), XIV vizconde de Iznájar,[16] XI conde de Cabra, grande de España[7] y XI conde de Palamós.[16]

Casó con Leonor de Moscoso Rojas y Córdoba (m. 1692).  Le sucedió su hermano:
- Félix Fernández de Córdoba y Cardona (1654-2 de julio de 1709), XV vizconde de Iznájar,[16] XII conde de Cabra,[7] VII duque de Baena,[8] IX duque de Sessa,[6] VIII duque de Soma,[17] cuatro veces grande de España, IX conde de Avelino, VIII conde de Oliveto,[16] XII conde de Palamós, IX conde de Trivento, XIX barón de Bellpuig, IX barón de Calonge y X barón de Liñola.[16]

Casó en primeras nupcias el 15 de agosto de 1678 con Francisca Fernández de Córdoba y Rojas Portocarrero, VIII marquesa de Guadalcázar, VII condesa de las Posadas y III condesa de Casa Palma. Casó en segundas nupcias el 4 de marzo de 1685 con Margarita de Aragón y Benavides, hija de Luis Ramón de Aragón Folch de Cardona, VI duque de Segorbe, VII duque de Cardona etc. Le sucedió su hijo del segundo matrimonio:
- Antonio Miguel Fernández de Córdoba y Aragón (n. Madrid, 16 de diciembre de 1685), XVI vizconde de Iznájar.[18]

Falleció antes que su padre. Le sucedió su hermano:
- Francisco Javier Fernández de Córdoba Cardona y Requesens (1687-19 de mayo de 1750), XVII vizconde de Iznájar,[18] XIII conde de Cabra,[7], VIII duque de Baena,[8] X duque de Sessa,[6] IX duque de Soma,[17] cuatro veces grande de España, X conde de Avelino, IX conde de Oliveto,[18]  XIII conde de Palamós, X conde de Trivento, XX barón de Bellpuig, X barón de Calonge y XI barón de Liñola.[18]

Casó con su tía, Teresa Manuela Fernández de Córdoba y Guzmán, hija de Francisco Fernández de Córdoba Folch de Cardona Anglesola Aragón y Requesens, VII duque de Soma, VIII duque de Sessa, VI duque de Baena etc., y de su cuarta esposa María Andrea de Guzmán y Zúñiga. Le sucede su hijo:
- Francisco Javier Fernández de Córdoba y Cardona (m. 4 de mayo de 1735), XVIII vizconde de Iznájar,[19] XIV conde de Cabra[7] grande de España y XIV conde de Palamós.[19]

Casó en primeras nupcias, el 27 de julio de 1727, con María Teresa Pimentel y Borja. Contrajo un segundo matrimonio el 1 de julio de 1731 con Teresa de Guzmán y Guevara. Sucedió su hijo:
- José Fernández de Córdoba y Guzmán Folch de Cardona, XIX vizconde de Iznájar.[19]

Sin descendencia, sucedió su hermana:
- Buenaventura Fernández de Córdoba y Cardona (m. 9 de abril de 1768), XX vizcondesa de Iznájar,[19] IX duquesa de Baena,[8] XI duquesa de Sessa,[6] X duquesa de Soma,[20] XV condesa de Cabra,[7] X duquesa de Andría, XI duquesa de Santángelo, XV condesa de Palamós, XI condesa de Trivento, XI condesa de Avelino, X condesa de Oliveto, XXI baronesa de Bellpuig, XI baronesa de Calonge y XII baronesa de Liñola.[19]

Casó en primeras nupcias, el 10 de diciembre de 1731, con Ventura Antonio Osorio Moscoso (m. 29 de marzo de 1734), VI conde de Arzarcóllar, VI duque de Medina de las Torres, VIII duque de Sanlúcar la Mayor, XIV marqués de Astorga, V marqués de Leganés, IX conde de Altamira, cinco veces grande de España, VIII marqués de Almazán, XI marqués de Ayamonte, V marqués de Mairena, V marqués de Monasterio, IV marqués de Morata de la Vega, IX marqués de Poza, VI marqués de San Román, VII marqués de Villamanrique, VI conde de Arzarcóllar, VIII conde de Lodosa, XIII conde de Monteagudo de Mendoza, VII conde de Saltés y XIV conde de Trastámara. Después de enviudar, casó en segundas nupcias, el 21 de septiembre de 1749, con José María de Guzmán y Guevara, VI marqués de de Montealegre. Sucedió su hijo del primer matrimonio:
- Ventura Antonio Osorio de Moscoso y Fernández de Córdoba (15 de diciembre de 1733- 6 de enero de 1776),[25] XXI vizconde de Iznájar,[19] VII conde de Arzarcóllar,[19] V duque de Atrisco,[26] X duque de Baena,[8] VII duque de Medina de las Torres,[27] IX duque de Sanlúcar la Mayor,[28] XII duque de Sessa,[6] XI duque de Soma,[20] XIV marqués de Astorga,[15] VI marqués de Leganés,[20] VIII marqués de Velada,[26]  X conde de Altamira,[24] XVI conde de Cabra,[7] once veces grande de España, IX marqués de Almazán, XII marqués de Ayamonte,[19] VI marqués de Mairena,[19] VI marqués de Monasterio, V marqués de Morata de la Vega, X marqués de Poza, VII marqués de San Román (antigua denominación), VIII marqués de Villamanrique, XVII conde de Avelino, IX conde de Lodosa, XIV conde de Monteagudo de Mendoza,[19] XVII conde de Nieva, XI conde de Oliveto, XVII conde de Palamós, VIII conde de Saltés,[19] XVI conde de Santa Marta, XV conde de Trastámara, XVII conde de Trivento, XXVI barón de Bellpuig, XI barón de Calonge y barón de Liñola.

Casó, el 21 de septiembre de 1749, con María de la Concepción de Guzmán y Fernández de Córdoba, hija de José de Guzmán y Guevara, VI marqués de Montealegre, VI marqués de Quintana del Marco, IV marqués de Guevara, VII conde de Castronuevo, VII [Condado de los Arcos|conde de los Arcos]], XII conde de Oñate y VIII conde de Villamediana, y de su esposa María Felicha Fernández de Córdoba y Spínola, hija de Nicolás María Fernández de Córdoba y Figueroa, X duque de Medinaceli grande de España y IX marqués de Priego. Le sucedió su hijo:
- Vicente Joaquín Osorio de Moscoso y Guzmán (Madrid, 17 de enero de 1756-26 de agosto de 1816), XXII vizconde de Iznájar,[19] IX marqués de Velada,[29][30] VI duque de Atrisco,[26] XI duque de Baena,[8] XV duque de Maqueda,[31] VIII duque de Medina de las Torres,[27] X duque de Sanlúcar la Mayor,[28] XIII duque de Sessa,[32] XII duque de Soma,[17] XV marqués de Astorga,[15] VII marqués de Leganés,[33] XI conde de Altamira,[24] XVII conde de Cabra,[7] doce veces grande de España, marqués de Almazán, XIII marqués de Ayamonte,[19] marqués de Elche, VII marqués de Mairena, VII marqués de Monasterio, VI marqués de Morata de la Vega, XI marqués de Poza, VIII marqués de San Román, IX marqués de Villamanrique, XIII conde de Avelino, VIII conde de Arzarcóllar,[19] X conde de Lodosa, XV conde de Monteagudo de Mendoza,[19] XVIII conde de Nieva, XII conde de Oliveto, XVII conde de Palamós, IX conde de Saltés,[19] XVII conde de Santa María de Ortigueira, XVI conde de Trastámara, XXIII barón de Bellpuig, XIII barón de Calonge y XIV barón de Liñola.[19]

Casó en primeras nupcias, el 3 de abril de 1774, con María Ignacia Álvarez de Toledo y Gonzaga, hija de Antonio Álvarez de Toledo Osorio Pérez de Guzmán el Bueno y su segunda esposa, María Antonia Gonzaga, marqueses de Villafranca del Bierzo, y en segundas, siendo su segundo esposo, con María Magdalena Fernández de Córdoba y Ponce de León, hija de los marqueses de Puebla de los Infantes. Le sucedió su hijo del primer matrimonio:
- Vicente Isabel Osorio de Moscoso y Álvarez de Toledo (Madrid, 19 de noviembre de 1777-31 de agosto de 1837), XXIII vizconde de Iznájar,[34] VII duque de Atrisco,[26] XII duque de Baena,[8] XVI duque de Maqueda, IX duque de Medina de las Torres,[27] XI duque de Sanlúcar la Mayor,[28] XIV duque de Sessa,[32] XIII duque de Soma,[20] XVI marqués de Astorga,[15] VIII marqués de Leganés,[20] X marqués de Velada,[29] XII conde de Altamira,[24] XVIII conde de Cabra,[7] doce veces grande de España, XI marqués de Almazán, XIV marqués de Ayamonte,[34] XVIII marqués de Elche, VIII marqués de Mairena, VIII marqués de Monasterio, VII marqués de Morata de la Vega, XII marqués de Poza, IX marqués de San Román, X marqués de Villamanrique, IX conde de Arzarcóllar,[34] XVI conde de Monteagudo de Mendoza[34] XVIII conde de Palamós, X conde de Saltés,[34] XVIII conde de Santa Marta, XXIV barón de Bellpuig, XIV barón de Calonge y XV barón de Liñola.

Contrajo un primer matrimonio, el 12 de febrero de 1798, con María del Carmen Ponce de León y Carvajal, IX marquesa de Castromonte, grande de España, VIII marquesa del Águila, V condesa de Garcíez, hija de Antonio María Ponce de León Dávila y Carrillo de Albornoz, III duque de Montemar, VIII marqués de Castromonte, VII marqués del Águila, V conde de Valhermoso, IV conde de Garcíez, y de María del Buen Consejo Carvajal y Gonzaga, hija de Manuel Bernardino de Carvajal y Zúñiga, VI duque de Abrantes, V duque de Linares, etc. Casó en segundas nupcias el 14 de febrero de 1834 con María Manuela de Yanguas y Frías. Le sucedió su hijo del primer matrimonio:
- Vicente Pío Osorio de Moscoso y Ponce de León (1801-22 de febrero de 1864), XXIV vizconde de Iznájar,[34]  VIII duque de Atrisco,[26] XIII duque de Baena,[8] XVII duque de Maqueda, X duque de Medina de las Torres,[27] IV duque de Montemar,[35] XII duque de Sanlúcar la Mayor,[28] XV duque de Sessa,[32] XIV duque de Soma,[17] XVII marqués de Astorga,[15] IX marqués de Castromonte,[36] IX marqués de Leganés,[33] XI marqués de Velada,[29] XIII conde de Altamira,[24] XIX conde de Cabra,[7] catorce veces grande de España, X marqués del Águila, XII marqués de Almazán, XV marqués de Ayamonte, marqués de Elche, IX marqués de Mairena, XII marqués de Montemayor, XIII marqués de Poza, X marqués de San Román, XI marqués de Villamanrique, VIII marqués de Morata de la Vega, VIII marqués de Monasterio, X conde de Arzarcóllar,[34]conde de Cantillana, VI conde de Garcíez, XII conde de Lodosa, XVII conde de Monteagudo de Mendoza,[34] XIX conde de Nieva, XX conde de Palamós, XI conde de Saltés,[34] conde de Trastámara, XIX conde de Santa Marta, XIV conde de Oliveto,[34] VI conde de Valhermoso, XXV barón de Bellpuig, XV barón de Calonge y XVI barón de Liñola.[34]

Casó con María Luisa de Carvajal Vargas y Queralt, hija de José Miguel de Carvajal y Vargas, II duque de San Carlos, VI conde de Castillejo y IX conde del Puerto. Sucedió, por rehabilitación, su bisnieto:
Rehabilitado en 1915 a favor de
- Fernando Osorio de Moscoso y López de Ansó (27 de abril de 1893-29 de octubre de 1977), XXV vizconde de Iznájar,[37] XII duque de Medina de las Torres, grande de España, [27] XIII marqués de Almazán, XII marqués de Monasterio, XIV marqués de Montemayor, XVIII conde de Monteagudo de Mendoza,[37] XXI conde de Palamós, XIX conde de Santa Marta y VI conde de Valhermoso. Era hijo de Alfonso Osorio de Moscoso Osorio de Moscoso y de María Isabel López de Ansó y Ximénez de Embún, nieto de Fernando Osorio de Moscoso y de María Eulalia Osorio de Moscoso y Carvajal.[38]

Sin descendientes, le sucedió:
- María del Pilar Paloma de Casanova y Barón, XXVI vizcondesa de Iznájar,[39] XXVI condesa de Cabra,[7] XXIV duquesa de Maqueda, XXIV marquesa de Astorga, XXI marquesa de Távara, cuatro veces grande de España, XXII marquesa de Ayamonte, XXIV marquesa de Elche,[39] XV marquesa de la Villa de San Román,[37] XI condesa de Valhermoso,[39] XXIII condesa de Monteagudo de Mendoza,[39] y XXI baronesa de Liñola.[39]

Casó el 15 de agosto de 1975 con Francisco López Becerra y Sole, señor de Tejada, señor de Valdeosera, abogado. Poseedor, entre otras distinciones de la encomienda de la Real Orden de Isabel la Católica, Cruz con Distintivo Blanco de las Cruces del Mérito Militar, comendador de la Orden del Mérito Civil, de las Real Academia de Córdoba y de la Real Academia de Zaragoza, académico de número de la Academia Andaluza de la Historia.
- Álvaro López Becerra y de Casanova (n. Madrid, 9 de abril de 1978), XXVII vizconde de Iznájar,[42] XXVII conde de Cabra[39] grande de España y IV marqués de Belfuerte.[42]